# Сражение при Морелии (1863)
Сражение при Морелии (фр. Bataille de Morelia) — произошло 18 декабря 1863 года во время Англо-франко-испанской интервенции в Мексику.
30 ноября 1863 года город Морелия, главный город штата Мичоакан, почти без сопротивления был взят французскими войсками. Затем они двинулись в погоню за войсками генерала Добладо, оставив в городе гарнизон своих мексиканских союзников под командованием генерала Маркеса. Маркес начал, не теряя времени, приводить город в состояние обороны, чтобы не нуждаться в помощи французов. Гарнизон состоял по большей части из старых кадровых солдат и из тысячи пленных, выбранных из республиканских войск, а также рекрутов, всего более пяти тысяч человек.
Воспользовавшись уходом главных сил французов, республиканцы решили перейти в наступление, чтобы разгромить дивизию Маркеса и отнять у нее Морелию. Генерал Хосе Лопес Урага, новый главнокомандующий Армии Центра, объединив все республиканские войска соседних штатов (9 000 человек и 36 орудий) двинулся на Морелию, к которой подошел 17 декабря. Артиллерия республиканцев, использовавшая нарезные орудия, открыла огонь и во многих местах подожгла город. Дивизия Тапиа должна была атаковать с севера, Эчеагарай — с запада, дивизия Берриосабаля — с востока и юга. Морелия расположена на плоском холме с пологими склонами. Одиннадцать старинных монастырей с толстыми стенами, двадцать четыре храма, большинство с высокими башнями, и множество частных домов солидной постройки делали город удобным для обороны. За ночь обороняющиеся сделали оборону более эффективной: по периметру вырыли новые рвы с сорока четырьмя брустверами, просверлили бойницы в стенах, расставили блокпосты на башнях и крышах, улицы забаррикадировали, приспособили арену для корриды как укрепление.
Утром 18-го пять республиканских колонн атаковали укрепления императорских войск вокруг города. Имперская оборона была быстро сокрушена республиканцами, и обороняющиеся были вынуждены отступить в сам город, оказывая энергичное сопротивление и отбивая атаки нападавших. Наибольший успех сопутствовал дивизии генерала Тапиа. Зная местность, Тапиа захватил внешние укрепления и быстро атаковал здание Лас-Росас, затем занял монастырь Терезы, оставив там одну из своих колонн, и среди града пуль вышел к центральной площади города. Было около десяти утра. Как раз в тот момент, когда победа казалась близкой, главнокомандующий Урага приказывает отступить, что удивляет республиканских командиров и вызывает попытку неподчинения. В этот момент прибыл Маркес со всем резервом и артиллерией и выбил республиканцев с площади. Республиканцы, атаковавшие другие пункты в городе, также были вынуждены отступить, подчиняясь приказу. Генерал Маркес, сам подававший своим солдатам пример мужества, был тяжело ранен в лицо. После упорных боёв в течение трех часов республиканцы покинули почти захваченную Морелию и отступили, в беспорядке потеряв почти шестьсот человек пленными, большую часть своего парка и пять горных гаубиц. 
Это был первый случай во время войны, когда союзные мексиканские войска сражались без поддержки французов. Таким образом они подняли свою репутацию в глазах противника, а также в глазах экспедиционного корпуса.